# Sjön Keitele
Sjön Keitele är en oljemålning av den finländske konstnären Akseli Gallen-Kallela. Den målades 1905 och ingår i National Gallery samlingar i London sedan 1999.
Den här tavlan är en av fyra som Gallen-Kallela målade av sjön Keitele i Norra Savolax i Finlands inland där han vistades en tid för att återhämta sig efter att ha drabbats av malaria i Spanien 1904. Motivet återspeglar den växande nationalistiska stämningen i Finland i slutet av 1800-talet som då var ett storfurstendöme inom det ryska kejsardömet. 
Landskap med skog och sjöar, särskilt när det var associerade med mytologi, var ett viktigt uttryck för självständighetsrörelsen. Författare, konstnärer och musiker hänvisade ofta till de finska folkdikterna och myterna i den episka sagan Kalevala, som först publicerades 1835. Gallen-Kallela använde den själv från mitten av 1880-talet som inspiration till sina målningar. Till skillnad från Gallen-Kallelas tidigare Kalevala-målningar innehåller Sjön Keitele inga figurer. Det enda spåret av rörelse är det distinkta sicksackmönstret på sjöns vattenspegel. Även om det är en naturligt fenomen orsakad av vindens växelverkan med sjöströmmarna menade Gallen-Kellela att det skulle tolkas som spår av Väinämöinens rodd över sjön. 
Trots målningen relativa litenhet ger den djärva och okonventionella kompositionen ett kraftfullt intryck. Horisontlinjen högt upp i bilden gör att sjön tillåts dominera. Himlens spegelbild genomkorsas av diagonala stråk och i förgrunden får brisen den skimrande vattenytan att krusas. Konstnären har använt sig av ett begränsat antal färger som går i skalan silvergrått, blått till vitt. De framkallar den kalla, tysta och ofördärvade skönheten i det bistra finska landskapet. I målningen kombinerar Gallen-Kallela meditativ stillhet med naturens krafter, forntida myter och samtida politisk debatt för att skapa en vision om en okorrumperad vildmark genomsyrad av symbolisk och känslomässig mening i samma anda som Paul Gauguins primitivism. 